# تشارلز بلاتون
تشارلز بلاتون (بالفرنسية: Charles Platon)‏ هو عسكري وسياسي فرنسي، ولد في 19 سبتمبر 1886 في فرنسا، وتوفي في 28 أغسطس 1944 في فالوجولكس في فرنسا بسبب إعدام رميا بالرصاص.